# OSADL
Das Open Source Automation Development Lab (OSADL) ist eine eingetragene Genossenschaft mit dem  Ziel, die Entwicklung von Open-Source-Software für den Maschinen- und Anlagenbau und für die Automatisierungsindustrie zu fördern und zu koordinieren. Sie vertritt speziell die Interessen von Maschinenbauern, Herstellern von Automatisierungs-Hardware und -Software sowie Open-Source-Software-Dienstleistern. Mitglied der Genossenschaft kann weltweit jedes Unternehmen werden.

## Gründung
Bei der Gründung standen verschiedene Gesellschaftsformen (Verein, Stiftung, GmbH, Genossenschaft usw.) zur Diskussion. Die enge inhaltlich-ethische Verwandtschaft zwischen dem bereits im 19. Jahrhundert formulierten Genossenschaftsgedanken und der erst wenige Jahrzehnte alten Open-Source-Bewegung gab den Ausschlag, eine Genossenschaft zu gründen. Die Gründung erfolgte am 8. Dezember 2005; im August 2006 wurde das OSADL in das Genossenschaftsregister beim Registergericht Stuttgart unter der Nummer 440085 eingetragen.

## Präambel des Genossenschaftsstatuts
„Die Automatisierungsindustrie und ihre Zulieferunternehmen profitieren in besonderem Maße von quelloffenen Betriebssystemen wie z. B. GNU/Linux oder FreeBSD, da hierdurch lange Produktionszyklen, rasche Fehlerbeseitigung, sowie die Unabhängigkeit von einzelnen Software-Herstellern gewährleistet wird. Allerdings benötigt diese Branche spezifische Erweiterungen des Betriebssystems wie zum Beispiel Echtzeitfähigkeit, es muss die Kompatibilität mit diesen Erweiterungen zertifiziert werden können, und es müssen standardisierte Software-Schnittstellen verfügbar sein. Die Entwicklung dieser Voraussetzungen ist das Ziel des Open Source Automation Development Lab OSADL.“

## Reguläre und akademische Mitglieder
Bei den 87 Mitgliedsfirmen (Stand November 2021) handelt es sich um namhafte in- und ausländische Unternehmen. Die 32 akademischen Mitglieder sind meist fachspezifische Institute von Universitäten und Hochschulen aus Europa, insbesondere Deutschland, aber auch aus Indien und China.

## Tätigkeit
Das OSADL agiert unter anderem als „Einkaufsgemeinschaft für Open-Source-Software“, d. h. von den Mitgliedsbeiträgen werden Entwicklungsaufträge für Open-Source-Software-Projekte vergeben, die von der Mehrheit der Mitglieder benötigt bzw. befürwortet werden. Darüber hinaus verfolgt das OSADL die Standardisierung von Software-Schnittstellen für die Automatisierungsindustrie sowie deren Zertifizierung. Außerdem erarbeitet das OSADL Konzepte zur praktischen Vorgehensweise bei der Verwendung von Open-Source-Software in Industrie-Produkten im Hinblick auf juristische und administrative Aspekte. Syndikus des OSADL ist Rechtsanwalt Dr. Till Jaeger, ein Mitbegründer des ifrOSS.

## Arbeitsgruppen und Projekte
- Ingo Molnárs und Thomas Gleixners Echtzeit-Linux (Realtime-Preempt-Patches)
- Kernel-based Virtual Machine in Verbindung mit den Realtime-Preempt-Patches
- Critical Safety Linux
- Universelles industrielles I/O-Framework
- Integration von Gerätetreibern in den Mainline-Linux-Kernel (Upstream-Submission)
- Zertifizierungen von Board-Support-Packages
- Qualitätssicherung des Linuxkernels und speziell dessen Echtzeiteigenschaften in sogenannter „QA Farm“[4]
- License Compliance Audit (LCA), mit dem Unternehmen die Einhaltung von Open-Source-Lizenzpflichten zertifizieren lassen können
- Organisation des seit 1999 jährlich stattfindenden internationalen Real-Time Linux Workshop (bisher in Wien, Orlando, Mailand, Boston, Valencia, Singapore, Lille, Lanzhou, Linz, Guadalajara, Dresden, Nairobi, Prag und Chapel Hill)